# ويتير (كاليفورنيا)
ويتير (بالإنجليزية: Whittier)‏ هي إحدى مدن مقاطعة لوس أنجليس، كاليفورنيا. تم إعطاءها لقب مدينة في 25 فبراير، 1898.

## التركيبة السكانية
حدّد مكتب تعداد الولايات المتحدة بيانات التركيبة السكانية لويتير في تعداد الولايات المتحدة. في ما يلي، التركيبة السكانية حسب تعدادي 2000 و2010.

### تعداد عام 2000
بلغ عدد سكان ويتير 83,680 نسمة بحسب تعداد عام 2000، وبلغ عدد الأسر 28,271 أسرة وعدد العائلات 20,470 عائلة مقيمة في المدينة. في حين سجلت الكثافة السكانية 2,203.3 نسمة لكل كيلومتر مربع (5,706.5/ميل2). وبلغ عدد الوحدات السكنية 28,977 وحدة بمتوسط كثافة قدره 763 لكل كيلومتر مربع (1,976.2/ميل2).
وتوزع التركيب العرقي للمدينة بنسبة 63.19% من البيض و1.22% من الأمريكيين الأفارقة و1.32% من الأمريكيين الأصليين و3.31% من الأمريكيين ذوي الأصول الآسيوية و0.15% من سكان جزر المحيط الهادئ و25.80% من الأعراق الأخرى و5.01% من عرقين مختلطين أو أكثر و55.89% من الهسبانيون أو اللاتينيون من أي عرق.
بلغ عدد الأسر 28,271 أسرة كانت نسبة 41.7% منها لديها أطفال تحت سن الثامنة عشر تعيش معهم، وبلغت نسبة الأزواج القاطنين مع بعضهم البعض 52.5% من أصل المجموع الكلي للأسر، ونسبة 14.3% من الأسر كان لديها معيلات من الإناث دون وجود شريك، بينما كانت نسبة 5.6% من الأسر لديها معيلون من الذكور دون وجود شريكة وكانت نسبة 27.6% من غير العائلات. تألفت نسبة 22.4% من أصل جميع الأسر من عدة أفراد يعيشون في نفس المنزل ونسبة 9.4% كانت تتألف من شخص يعيش بمفرده يبلغ من العمر 65 عاماً أو أكثر. وبلغ متوسط حجم الأسرة المعيشية 2.88، أما متوسط حجم العائلات فبلغ 3.38.
بلغ العمر الوسطي للسكان 32.8 عاماً. وكانت نسبة 27.6% من القاطنين تحت سن الثامنة عشر، وكانت نسبة 8.8% بين الثامنة عشر والرابعة والعشرين عاماً، ونسبة 30.4% كانت واقعةً في الفئة العمرية ما بين الخامسة والعشرين والرابعة والأربعين عاماً، ونسبة 18.5% كانت ما بين الخامسة والأربعين والرابعة والستين، ونسبة 11.8% كانت ضمن فئة الخامسة والستين عاماً فما فوق. يوجد لكل 100 أنثى 93.6 ذكر، ويوجد لكل 100 أنثى في الثامنة عشر من عمرها فما فوق 90.1 ذكر.
بلغ متوسط دخل الأسرة في المدينة 68,685 دولارًا، أما متوسط دخل العائلة فبلغ 77,517 دولارًا. وكان متوسط دخل الذكور 52,286 دولارًا مقابل 40,331 دولارًا للإناث. وسجل دخل الفرد الخاص بالمدينة 30,119 دولارًا. وكانت نسبة 3.9% من العائلات ونسبة 5.4% من السكان تحت خط الفقر، وكان من هؤلاء نسبة 5.8% تحت سن الثامنة عشر ونسبة 5.3% في الخامسة والستين من العمر وما فوق.

### تعداد عام 2010
بلغ عدد سكان ويتير 85,331 نسمة بحسب تعداد عام 2010، وبلغ عدد الأسر 28,273 أسرة وعدد العائلات 20,614 عائلة مقيمة في المدينة. في حين سجلت الكثافة السكانية 2,246.7 نسمة لكل كيلومتر مربع (5,818.9/ميل2). وبلغ عدد الوحدات السكنية 29,591 وحدة بمتوسط كثافة قدره 779.1 لكل كيلومتر مربع (2,017.9/ميل2).
وتوزع التركيب العرقي للمدينة بنسبة 64.59% من البيض و1.28% من الأمريكيين الأفارقة و1.28% من الأمريكيين الأصليين و3.82% من الأمريكيين ذوي الأصول الآسيوية و0.14% من سكان جزر المحيط الهادئ و24.43% من الأعراق الأخرى و4.45% من عرقين مختلطين أو أكثر و65.72% من الهسبانيون أو اللاتينيون من أي عرق.
بلغ عدد الأسر 28,273 أسرة كانت نسبة 39.9% منها لديها أطفال تحت سن الثامنة عشر تعيش معهم، وبلغت نسبة الأزواج القاطنين مع بعضهم البعض 50.1% من أصل المجموع الكلي للأسر، ونسبة 16.1% من الأسر كان لديها معيلات من الإناث دون وجود شريك، بينما كانت نسبة 6.7% من الأسر لديها معيلون من الذكور دون وجود شريكة وكانت نسبة 27.1% من غير العائلات. تألفت نسبة 21.6% من أصل جميع الأسر من عدة أفراد يعيشون في نفس المنزل ونسبة 8.8% كانت تتألف من شخص يعيش بمفرده يبلغ من العمر 65 عاماً أو أكثر. وبلغ متوسط حجم الأسرة المعيشية 2.96، أما متوسط حجم العائلات فبلغ 3.46.
بلغ العمر الوسطي للسكان 35.4 عاماً. وكانت نسبة 25.4% من القاطنين تحت سن الثامنة عشر، وكانت نسبة 10.8% بين الثامنة عشر والرابعة والعشرين عاماً، ونسبة 27.7% كانت واقعةً في الفئة العمرية ما بين الخامسة والعشرين والرابعة والأربعين عاماً، ونسبة 24.4% كانت ما بين الخامسة والأربعين والرابعة والستين، ونسبة 11.7% كانت ضمن فئة الخامسة والستين عاماً فما فوق. وتوزع التركيب الجنسي للسكان بنسبة 48.5% ذكور و51.5% إناث.

## المناخ
يظهر الجدول التالي التغييرات المناخية على مدار السنة لويتير:
| البيانات المناخية لـويتير                                 | البيانات المناخية لـويتير | البيانات المناخية لـويتير | البيانات المناخية لـويتير | البيانات المناخية لـويتير | البيانات المناخية لـويتير | البيانات المناخية لـويتير | البيانات المناخية لـويتير | البيانات المناخية لـويتير | البيانات المناخية لـويتير | البيانات المناخية لـويتير | البيانات المناخية لـويتير | البيانات المناخية لـويتير | البيانات المناخية لـويتير |
| الشهر                                                     | يناير                     | فبراير                    | مارس                      | أبريل                     | مايو                      | يونيو                     | يوليو                     | أغسطس                     | سبتمبر                    | أكتوبر                    | نوفمبر                    | ديسمبر                    | المعدل السنوي             |
| --------------------------------------------------------- | ------------------------- | ------------------------- | ------------------------- | ------------------------- | ------------------------- | ------------------------- | ------------------------- | ------------------------- | ------------------------- | ------------------------- | ------------------------- | ------------------------- | ------------------------- |
| الدرجة القصوى °ف (°م)                                     | 91 (33)                   | 95 (35)                   | 100 (38)                  | 104 (40)                  | 105 (41)                  | 108 (42)                  | 108 (42)                  | 106 (41)                  | 113 (45)                  | 106 (41)                  | 100 (38)                  | 88 (31)                   | 113 (45)                  |
| متوسط درجة الحرارة الكبرى °ف (°م)                         | 69.7 (20.9)               | 71.3 (21.8)               | 72.6 (22.6)               | 77.4 (25.2)               | 79.2 (26.2)               | 84.2 (29.0)               | 88.9 (31.6)               | 89.4 (31.9)               | 87.5 (30.8)               | 82.2 (27.9)               | 75.2 (24.0)               | 70.7 (21.5)               | 79.0 (26.1)               |
| المتوسط اليومي °ف (°م)                                    | 58.8 (14.9)               | 60.0 (15.6)               | 61.6 (16.4)               | 65.3 (18.5)               | 68.1 (20.1)               | 72.6 (22.6)               | 76.6 (24.8)               | 77.4 (25.2)               | 75.7 (24.3)               | 70.3 (21.3)               | 63.6 (17.6)               | 59.0 (15.0)               | 67.4 (19.7)               |
| متوسط درجة الحرارة الصغرى °ف (°م)                         | 47.9 (8.8)                | 48.7 (9.3)                | 50.5 (10.3)               | 53.1 (11.7)               | 56.9 (13.8)               | 60.9 (16.1)               | 64.3 (17.9)               | 65.4 (18.6)               | 63.8 (17.7)               | 58.4 (14.7)               | 52.0 (11.1)               | 47.3 (8.5)                | 55.8 (13.2)               |
| أدنى درجة حرارة °ف (°م)                                   | 30 (−1)                   | 29 (−2)                   | 33 (1)                    | 39 (4)                    | 30 (−1)                   | 30 (−1)                   | 38 (3)                    | 44 (7)                    | 50 (10)                   | 44 (7)                    | 37 (3)                    | 30 (−1)                   | 29 (−2)                   |
| الهطول إنش (مم)                                           | 3.53 (90)                 | 3.60 (91)                 | 2.94 (75)                 | 0.90 (23)                 | 0.23 (5.8)                | 0.06 (1.5)                | 0.01 (0.25)               | 0.02 (0.51)               | 0.17 (4.3)                | 0.31 (7.9)                | 1.00 (25)                 | 1.67 (42)                 | 14.44 (367)               |
| المصدر: http://www.wrcc.dri.edu/cgi-bin/cliMAIN.pl?ca5790 |                           |                           |                           |                           |                           |                           |                           |                           |                           |                           |                           |                           |                           |

## توأمة
لويتير (كاليفورنيا) اتفاقيات توأمة مع كل من:
- تشانغشو
- ويتير
- سوجو

## أعلام
- جورج إرنست
- رونالد بي. كاميرون
- إريك ستولتز
- ويلتون فيلدر
- جورج ألين